# UFC 45
UFC 45: Revolution è stato un evento di arti marziali miste tenuto dalla Ultimate Fighting Championship il 21 novembre 2003 al Mohegan Sun di Uncasville, Stati Uniti.

## Retroscena
L'evento vide festeggiare il decimo anniversario dell'UFC, nonché venne inaugurata la Hall of Fame, nella quale vennero subito inseriti Royce Gracie e Ken Shamrock.
Frank Mir avrebbe dovuto combattere in questo evento inizialmente per il titolo dei pesi massimi contro Tim Sylvia, poi il progetto venne cambiato in una sfida contro Wes Sims e poi ancora modificato, con il nuovo avversario che avrebbe dovuto essere Patrick Smith: anche l'ultimo tentativo fallì, e di conseguenza l'incontro non venne effettuato.
La sfida tra Pedro Rizzo e Ricco Rodriguez fu l'ultima in UFC per entrambi i lottatori.

## Risultati

### Card preliminare
- Incontro categoria Pesi Leggeri:  Yves Edwards contro  Nick Agallar

Edwards sconfisse Agallar per KO Tecnico (colpi) a 2:14 del secondo round.
- Incontro categoria Pesi Medi:  Keith Rockel contro  Chris Liguori

Rockel sconfisse Liguori per sottomissione (strangolamento a ghigliottina) a 3:29 del primo round.
- Incontro categoria Pesi Massimi:  Pedro Rizzo contro  Ricco Rodriguez

Rizzo sconfisse Rodriguez per decisione unanime (30–27, 30–27, 29–28).

### Card principale
- Incontro categoria Pesi Welter:  Robbie Lawler contro  Chris Lytle

Lawler sconfisse Lytle per decisione unanime (30–27, 29–28, 29–28).
- Incontro categoria Pesi Medi:  Evan Tanner contro  Phil Baroni

Tanner sconfisse Baroni per KO Tecnico (pugni) a 4:42 del primo round.
- Incontro categoria Pesi Massimi:  Wesley Correira contro  Tank Abbott

Correira sconfisse Abbott per KO Tecnico (stop medico) a 2:14 del primo round.
- Incontro categoria Pesi Medi:  Matt Lindland contro  Falaniko Vitale

Lindland sconfisse Vitale per sottomissione (colpi) a 4:23 del terzo round.
- Incontro per il titolo dei Pesi Welter:  Matt Hughes (c) contro  Frank Trigg

Hughes sconfisse Trigg per sottomissione (strangolamento da dietro) a 3:54 del primo round e mantenne il titolo dei pesi welter.